# Charles Wuorinen
Charles Wourinen (født 9. juni 1938 i New York City, New York, USA - død 11. marts 2020) var en amerikansk komponist.
Han anvendte tolvtoneteknik og serialistiske principper i udformningen af rytme og formale proportioner. Wuorinen har skrevet 10 symfonier, orkesterværker, kammermusik, koncertmusik, sange, korværker, klaverstykker, sceneværker etc.
Han var en af sin generations betydeligste amerikanske komponister, og han var desuden en ivrig forkæmper for ny musik.

## Udvalgte værker
- Symfoni nr. 1 (1957-1958) - for orkester
- Symfoni nr. 2 (1959) - for orkester
- Symfoni nr. 3 (1959) - for orkester
- Symfoni nr. 4 "Slagtøjs Symfoni" (nr. 1) (1976) - for slagtøjsorkester
- Symfoni nr. 5 (i en sats) (1977) - for orkester
- Symfoni nr. 6 "2-delt Symfoni" (1978) - for orkester
- "Mikrosymfoni" (1992) - for orkester
- Symfoni nr. 7 (1997) - for orkester
- Symfoni nr. 8 "Teologer" (2006) - for orkester
- "Slagtøjssymfoni" (nr. 2) (2019) - for slagtøjsorkester
- "Kykloper" (2000) - for orkester
- "Koncert" (1987) - for forstærket cello og orkester
- Hyperion" (1975) - for orkester